# QPST
QPST(Qualcomm Product Support Tool)은 퀄컴이 자사가 생산하는 MSM이 장착된 단말기의 근본적인 소프트웨어 수정을 위해 각 단말기 제조업체에 공급하는 프로그램이다.

## 유출
QPST는 원래 일반인에게는 공개가 허용되지 않는다. 퀄컴은 QPST의 설명서에 절대 일반인에게 QPST가 유출되어서는 안 된다는 것을 명시하고 있다. 그 이유는 QPST를 통해 할 수 있는 여러 조작이 관련 업체의 이익에 나쁜 영향을 끼칠 수 있고, QPST를 통해 편집하는 내용이 고도의 전문성을 요구해 단말기를 심각하게 고장낼 수 있기 때문이다. 그런 경고에도 불구하고 현재는 QPST가 유출되었고 떠도는 버전은 2.7이다. 최신 버전은 4.9이며 이 버전은 유출되지 않았다.

## 같이 보기
- 퀄컴
- 모바일 스테이션 모뎀(Mobile Station Modem;MSM)